# Orden Mística del Templo de la Rosacruz
En 1912, Annie Besant, Marie Russak y James Wedgwood fundaron la Orden del Templo de la Rosa Cruz. Sin embargo, debido a los numerosos problemas originados en Inglaterra durante la Primera Guerra Mundial, la actividad debió ser suspendida.
Besant regresó a sus tareas como Presidenta Mundial de la Sociedad Teosófica, Wedgwood siguió trabajando como obispo de la Iglesia Católica Liberal y Russak se contactó en California con Harvey Spencer Lewis, al que ayudó en la elaboración de los rituales de la Orden Rosacruz AMORC.
A fines del siglo XX, en Hispanoamérica se reavivó el interés en las órdenes iniciáticas, sobre todo aquellas relacionadas con las tradiciones espirituales de Occidente. En esos días, un miembro de la Sociedad Teosófica, conocido como en los círculos rosacruces como Frater Iniciador, empezó a trabajar en pos de la re-fundación de la OTRC.
Aunque se trabajó en varios países para el renacimiento de la Orden del Templo de la Rosa Cruz con el nuevo nombre de Orden Mística del Templo de la Rosacruz (OMTRC) en la conmemoración de la fundación original (1912-2012) finalmente estos intentos no llegaron a fructificar. Sin embargo, en ese mismo año 2012, los mismos impulsores de la OMTRC constituyeron las bases de una nueva Hermandad en la ciudad de Lima (Perú), la cual dio origen el 1 de enero de 2019 a la Orden Rosacruz Iniciática.

## Principios de la organización
Lema: Lux Veritatis
Trabajo: La OMTRC establece dos tipos de reuniones: Oratorio (o Grupo de estudio, donde se investigan diversos temas relacionados con la Tradición Esotérica) y Laboratorio (o Convocación, donde se realizan rituales y diversas prácticas espirituales).
Grados: La Orden posee tres grados: Neófito, Peregrino y Maestro. No obstante, se insiste en la diferencia entre la iniciación ritual y la verdadera Iniciación, por lo cual dicho esquema de grados es simbólico y no tiene ninguna relación con el progreso espiritual de cada miembro.
La Orden tiene varios postulados o bases en la que sustenta su trabajo:
- Creencia en un Ser Absoluto.
- Desarrollo integral del ser humano.
- El fomento del amor fraternal.
- Absoluta gratuidad de las enseñanzas.

## Objetivos de la OMTRC
- Difusión de las enseñanzas espirituales.
- Fomento del estudio de la Tradición Esotérica Occidental y las religiones comparadas.
- Servicio consciente.
- Trabajo espiritual progresivo y continuo.
- Investigación comparativa de las diferentes ramas de la Tradición Rosacruz.
- Fomento de la creación de una Federación Fraternal Rosacruz, relacionando amistosamente a todos los grupos rosacruces que reconocen a Cristo como ideal.